# Giorgio Gómez
Giorgio Gómez Brady es un surfista de nacionalidad colombiana, nacido en los Estados Unidos.

## Carrera

### Inicios
Gómez, hijo de padre colombiano y madre estadounidense, nació en la Florida. Su abuelo materno, Jim Brady, es el fundador de la primera tienda de surf de la Florida, denominada West Coast Surf Shop. Este hecho influyó notablemente en Giorgio y en su hermana Isabella, quienes empezaron a practicar este deporte desde una temprana edad.

### Actividad profesional
Al enterarse de la posibilidad de competir en los Juegos Olímpicos de Tokio 2020, los hermanos Gómez decidieron empezar a competir de manera profesional para Colombia, integrando el equipo de surf cafetero que compitió en los Juegos Panamericanos de 2019 realizados en la ciudad de Lima. En los juegos, Giorgio le brindó a su país una medalla dorada y una de bronce en la modalidad Stand Up Paddle, derrotando al peruano Tamil Martino en la final por la medalla dorada con un puntaje de 16,83.